# Марис, Роджер
Роджер Марис (англ. Roger Maris; 10 сентября 1934, Хиббинг, Миннесота — 14 декабря 1985, Хьюстон, Техас) — американский бейсболист. Наиболее известен как человек, который побил рекорд Бейба Рута по хоумранам за один сезон.

## Биография
Роджер Марис в 1961 году совершил 61 хоумран, чем побил рекорд Бейба Рута 1927 года. Мэрис установил новый рекорд после оживленного сезона с долгой борьбой за количеством хоумранов с другим игроком «Нью-Йорк Янкис» Микки Мантла. Мантл сделал 54 хоумрана в том же году. Так Марис стал самым ценным игроком американской лиги в 1960 и 1961 годах. Его не рассматривали как главную звезду команды. Некоторые болельщики оклеветали Роджера Мариса, говоря, что его нельзя сравнить с легендарным Бейб Рутом. Такие чувства резко исчезли после того, как Хэнк Аарон побил рекорд Бейб Рута.
Рекорд Мариса обсуждался некоторое время, пока он не сыграл 162 игры против 154 Бейби Рута. Этот факт часто называют звездочкой в биографии Роджера Мариса. В 1991 году бейсбольный уполномоченный Фэй Винсент объявил Роджера Мариса единственным обладателем, который удерживает рекорд, завершая таким образом дискуссию. Рекорд Мэриса был побит в 1998 году Марком Макгвайром, который провел 70 хоумранов за сезон.
Дополнительные данные: Марис носил униформу № 9, отбивал левой рукой. В 1967 году он играл за «Сент-Луис», ушёл из бейсбола после сезона 1968 года. Марис играл себя в кинокартине «Safe at Home» (с Микки Мантл), «That Touch of Mink» (с Кэри Грант, Дорис Дэй). В фильме «61» (режиссёр Билли Кристал) компании HBO Мариса сыграл актёр Барри Пеппер.
Умер от лимфатического рака.